# أحمد إبراهيم فتحي
أحمد إبراهيم سليمان فتحي (1913 - 1960) شاعر مصري لقب بشاعر الكرنك.

## ولادته ونشأته
ولد في يوم الثاني من آب عام 1913 بقرية من أعمال محافظة الشرقية تسمى كفر الحمام لأسرة وفدت إلى مصر وألقت برحالها على أرض المحروسة قادمة من أحد بطون الجزيرة العربية، عمل أكثر أفرادها بحرفة الزراعة فأحالوا الأرض الجدباء التي استوطنوها إلى جنة فيحاء، وفي هذه القرية عاش ونشأ والد أحمد فتحي الشيخ إبراهيم سليمان وهو من علماء الأزهر.
كان الشيخ إبراهيم ينظم الشعر فيلهب به حماس الجماهير زمن ثورة 1919 وكان أحد من قادوا المظاهرات في مدينة الإسكندرية حيث كان يعمل وقتها شيخاً للمعهد الديني، فنال من السجن والاعتقال ما ناله كل وطني شريف.
وعلى الرغم من ميلاد أحمد فتحي بالقرية إلا أنه قلما عاش فيها، ففي الإسكندرية التحق بمدارسها حتى المرحلة الثانوية، ماتت أمه وهو في العاشرة من عمره وبعدها بقليل وجد الشاعر نفسه يتيماً بلا أب أيضاً مما أدي لتعثره في الدراسة التي هجرها وبدأ في نظم الشعر والصراع المبكر مع الحياة.
كان أحمد فتحي ممشوق القوام بهي الطلعة ورث عن أبيه وسامته وزرقة عينيه كما ورث عنه ملكة الشعر، ولكن الشاعر سرعان ما انتحي منحي غير سوي وهو في بكريات عمره فقد عرف الخمر وأدمنها وبسبب حالته تلك لم يستطع أن ينال شهادة الكفاءة رغم بساطة الحصول عليها.
حاول أحد أخواله الذي تكفل برعايته أن يقومه لكن دون جهوده ذهبت هباء مما جعله يلتحق للدراسة بمدرسة صناعية متوسطة تخرج منها عام 1930، عمل بعدها موظفاً في جمرك الإسكندرية ثم انتقل للعمل بالتدريس في مدرسة الصناعات بالسويس ومن ثمة بدأ اتصاله بجماعات الأدب في القاهرة فقام بمراسلة مجلة أبوللو التي كان يصدرها الشاعر أحمد زكي أبو شادي.
وفي خلال هذه الفترة وطد أحمد فتحي من دعائم علاقاته بالعديد من الأدباء والشعراء في العاصمة وارتاد منتدياتهم وجلساتهم وخاض المعارك الفكرية التي كان أشدها ضراوة معركته التي أشهر فيها مقالاً هاجم فيه عباس العقاد وجماعته متهماً إياهم بأنهم نظروا في شعر السابقين وأخذوا من معانيه.
بعدها انتقل أحمد فتحي بوظيفته للعمل بمدرسة الأقصر للصناعات، وهناك ألهمته تلك المدينة الرائعة قصيدته الكرنك التي غناها عبد الوهاب فصنعت لشاعرنا مجداً عالياً صرحه في سماء الشعر ومن الجدير بالذكر أن شاعرنا أحمد فتحي تقاضي أجراً عن كتابتها من الإذاعة المصرية قدره ثلاثة جنيهات.
وكانت هذه القصيدة موعداً للشهرة لأحمد فتحي الذي حمل بعدها لقب شاعر الكرنك مما حفزه على الكتابة ثانية لعبد الوهاب وأم كلثوم بقصيدة نداء الغروب مستلهماً فيها عظمة وادي الملوك لكنه لم يلق بالاً من أي منهما.
نظم أحمد فتحي العديد من القصائد بالفصحى والعامية لكثير من المطربين ليس من بينها قصيدة استطاعت أن تقف إلى جانب الكرنك سوى قصيدته قصة الأمس التي غنتها أم كلثوم بألحان الموسيقار رياض السنباطي، وكانت تلك القصيدة تصويراً حياً لبعض من معاناة الشاعر وحياته، ومنها يترقرق للأسماع.
وبعد فترة انتقل الشاعر أحمد فتحي للحياة والعمل في الفيوم فعاش بين ربوعها ينهل من معين واحتها الوارفة وبما حباها الله بها من طبيعة خلابة ومناظر بديعة وهناك عاش أحمد فتحي متجولاً ما بين عين السليين وبحيرة قارون والسبع سواقي وغيرها من المعالم الرائعة.
ولما كانت الحرب العالمية الثانية عرفت خطاه الطريق إلى هيئة الإذاعة البريطانية وبث من خلالها أغانيه وبعضاً من أحاديثه وحواراته مما ساعده على العيش فناصر الحلفاء وندد بدول المحور وله في ذلك العديد من القصائد، بعدها أصبح ضابطاً بين قوات الحلفاء في الصحراء الغربية.
ولكن تأتي الرياح بما لا يشتهي السفنُ  أحيانا فلم يلبث أن عاوده القنوط وانتابته حالة من اليأس العميق أخذت عليه مجامع نفسه فراح يكتب بين أوراقه يبوح لها بأسرار نفسه وأخذ الأمر كل مأخذ فأدمن الخمر حتى أنهكت قواه.
وفي هذه الفترة توسط له صديقه محمد سعيد لطفي ـ مدير الإذاعة المصرية يومئذ ـ فعين مترجماً ومذيعاً في الإذاعة البريطانية في فترة كانت لندن تعيش تحت وابل من قنابل دول المحور، ولم يمض وقت طويل حتى أهمل أحمد فتحي عمله بالإذاعة مما حدا بالإذاعة البريطانية أن تستغني عنه فاستقال منها عام 1946 وذلك بعد أن وضعت الحرب أوزارها.
ومن هناك أراد أحمد فتحي أن يعمل مراسلاً للصحف المصرية إلا أن هذا العمل لم يكن ليوفر لصاحبه سبيلاً للعيش فحاول العمل بالتجارة إلا أن قلة خبرته لم تكن لتسعفه في هذا المجال، حتى ساقته الأقدار للتعرف على فتاة إنجليزية اسمها كارول كانت تعمل بالكتابة على الآلة الكاتبة سرعان ما تزوجها وأنجب منها طفلة حملت اسم جوزفين.
وعاد أحمد فتحي لإفراطه في الشرب مما أدى إلى صعوبة قيامه بأعباء الزوجية وفي الوقت نفسه رفضت السلطات البريطانية تجديد الإقامة له.
في تلك الآونة تعرف أحمد فتحي على الأمير عبد الله الفيصل شاعر الحرمان والذي غنت له أم كلثوم بقصيدة ثورة الشك ثم قصيدة من أجل عينيك وشدا له عبد الحليم حافظ قصيدة سمراء يا حلم الطفولة وكان الأمير الشاعر لم يزل في ريعان الشباب ويتردد على العاصمة البريطانية لندن من وقت لآخر وشكا له أحمد فتحي سوء أحواله، فوعده الأمير بتوفير عمل له في الإذاعة السعودية.
لم يلبث إلا أن نفذ الأمير وعده بعد أن تلمس في الشاعر أحمد فتحي عبقرية ومقدرة فذة، وهناك عاش أحمد فتحي ما بين عمله في الإذاعة وبين كتابة المقالات، ورغم بحبوحة العيش هناك وما تمتع به من رعاية الأمير عبد الله الفيصل إلا أن الحال لم يستمر بأحمد فتحي طويلاً فعاد مرة أخرى إلى مصر، وعاش يدبر حاله من أعمال صحفية يقوم بها وما يرسله له الأمير من مساعدة.

## وفاته
توفي الشاعر أحمد فتحي يوم الثلاثين من تموز/يوليو 1960، بعد رحلة صعبة مع الحياة وحياة مليئة بالخطوب وبالأحداث الجسام.